# Rupt-devant-Saint-Mihiel
Rupt-devant-Saint-Mihiel är en kommun i departementet Meuse i regionen Grand Est (tidigare regionen Lorraine) i nordöstra Frankrike. Kommunen ligger i kantonen Pierrefitte-sur-Aire som tillhör arrondissementet Commercy. År 2022 hade Rupt-devant-Saint-Mihiel 40 invånare.

## Befolkningsutveckling
Antalet invånare i kommunen Rupt-devant-Saint-Mihiel
| Referens: INSEE |